# PR-CV 100

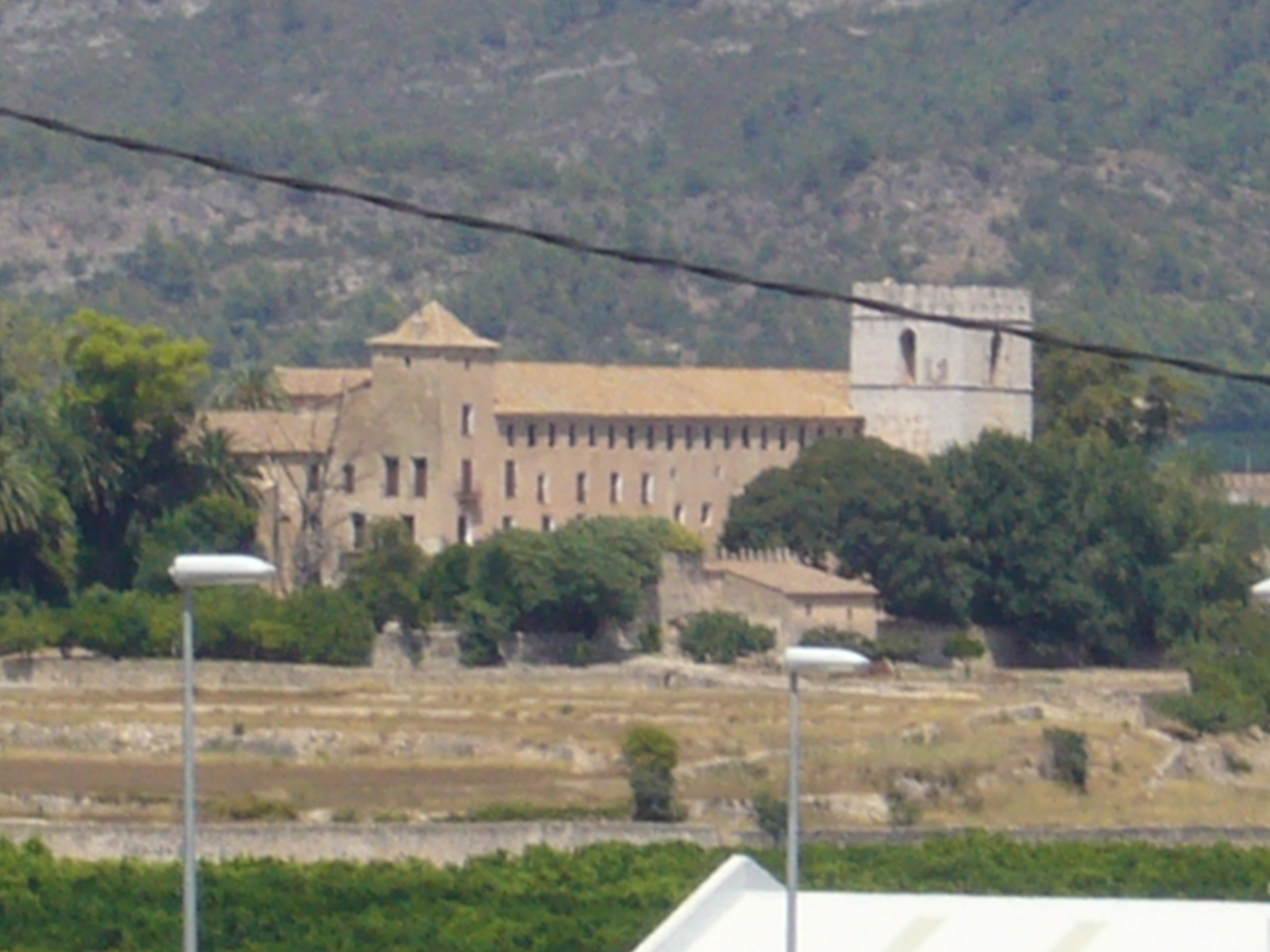
Monasterio de San Jerónimo de Cotalba, en Alfahuir.

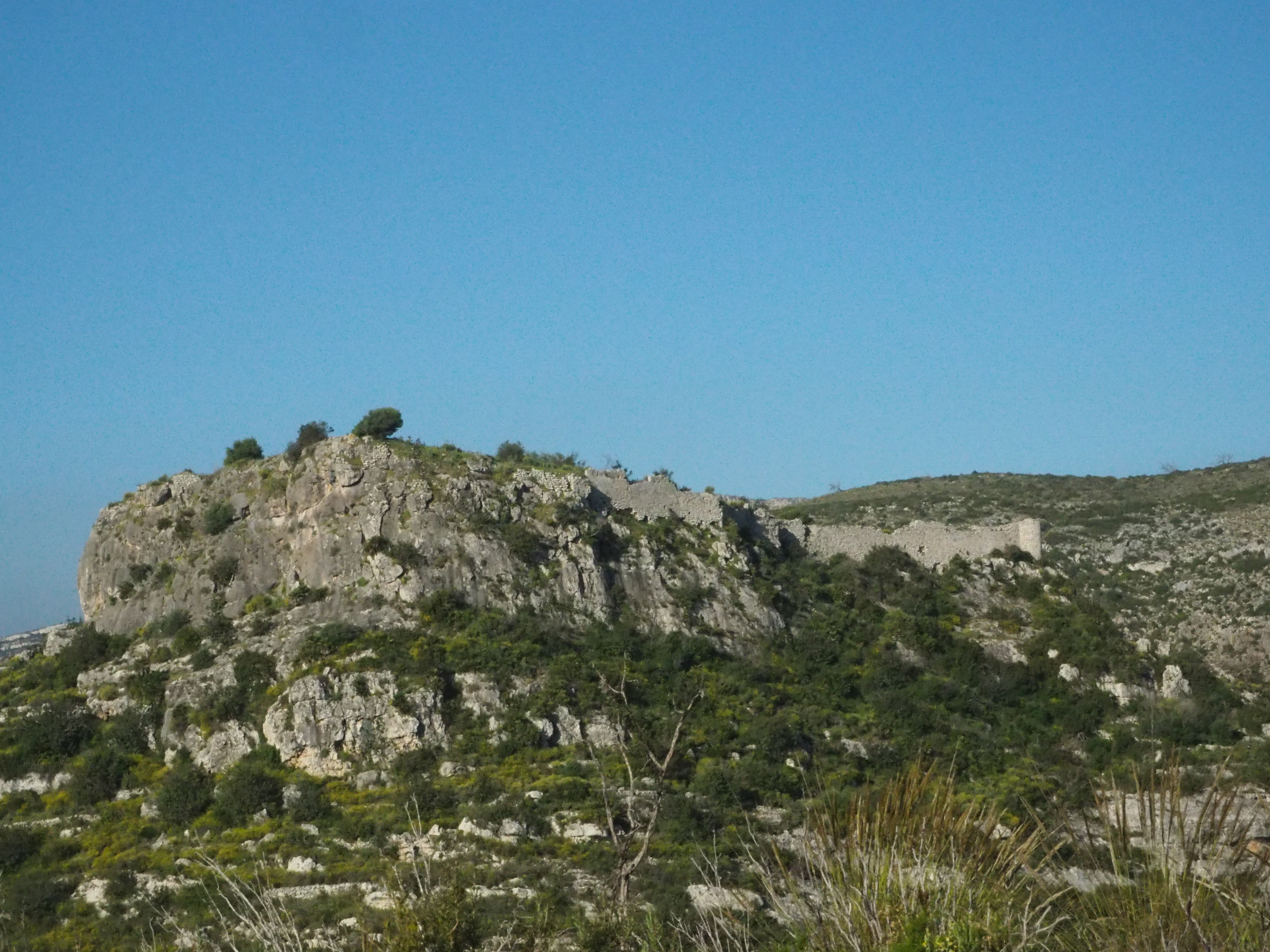
Castillo de Borró. Rótova.

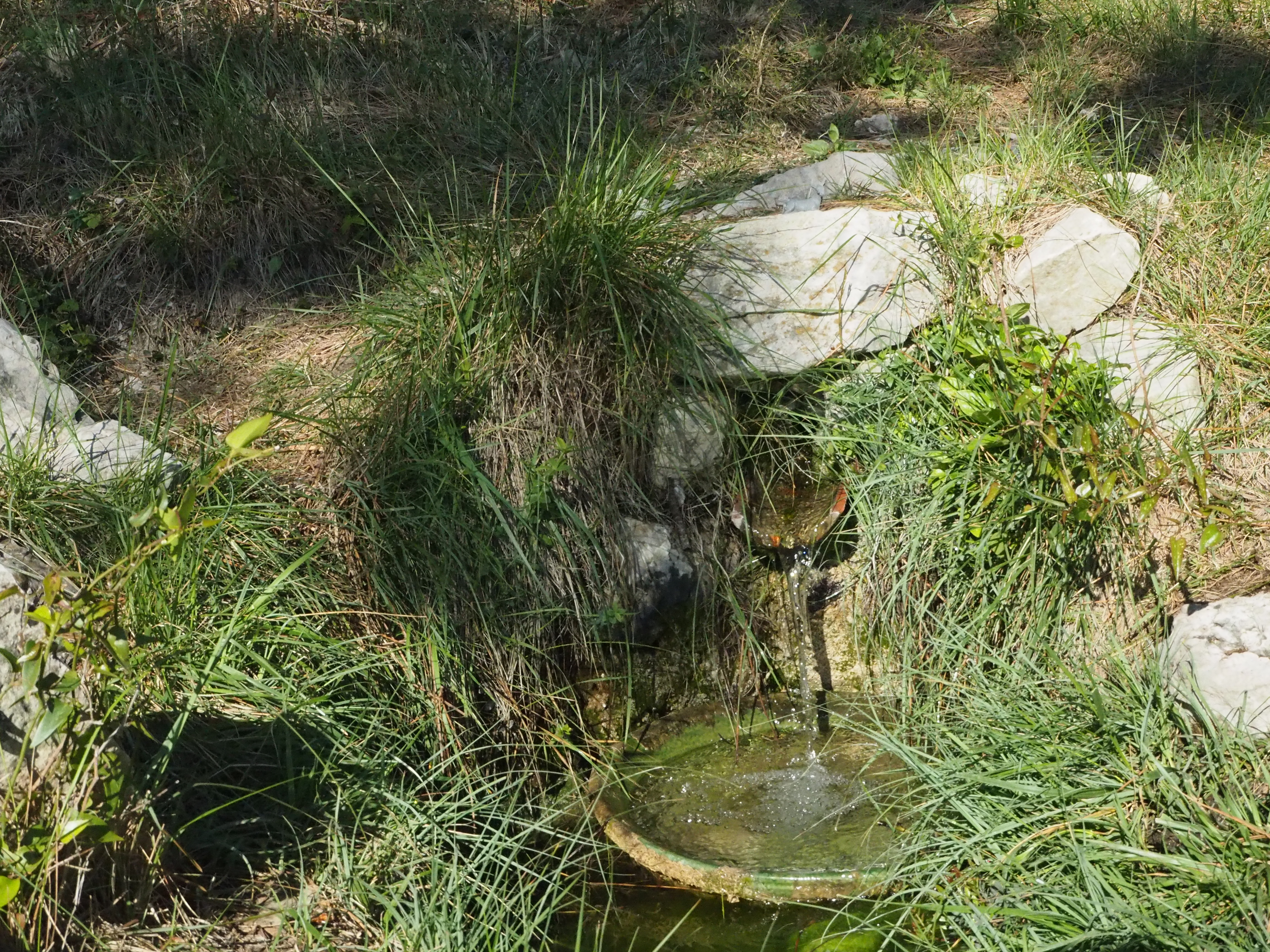
Fuente del "Llibrell". Rótova.

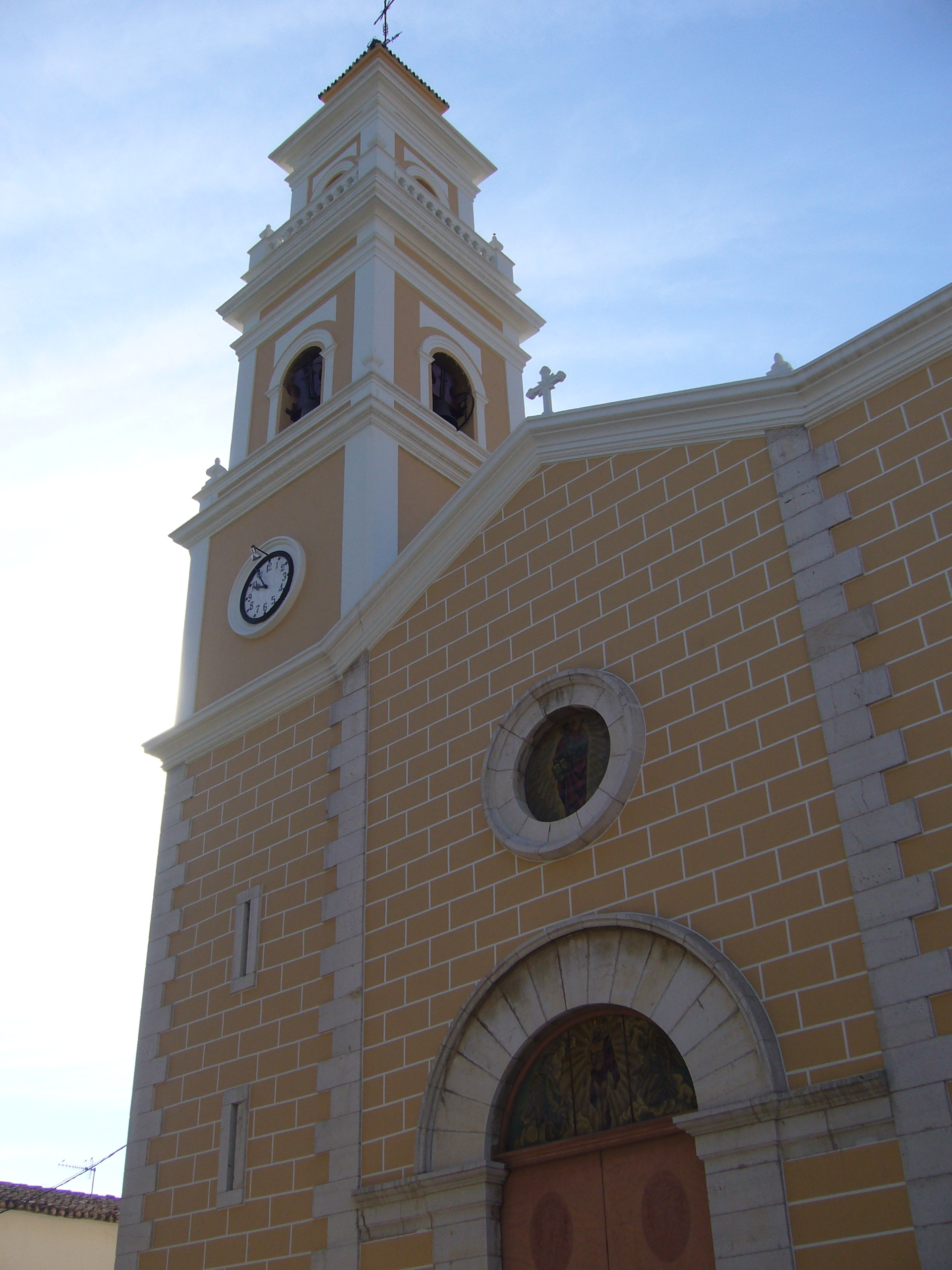
Iglesia de San Bartolomé, en Rótova.

La ruta PR-CV 100 es una Ruta de Pequeño Recorrido de la Comunidad Valenciana que  parte desde Rótova (Valencia) atravesando diferentes parajes naturales y monumentos, sierras, ríos, etc, todos ellos de gran interés paisajístico y cultural. 
El nombre oficial de la ruta PR-CV 100 es "Senderos de Rótova - Los caminos de la Sierra Marchuquera". Fue promovida por el Centre Excursioniste de Rótova y esta homologada por la Federación de Deportes de Montaña y Escalada de la Comunidad Valenciana (FEMECV).

## La Ruta
Salimos de Rotova por el Camí de Borró (al Oeste del pueblo) y empezaremos a encontrar señales de PR, tomamos este camino asfaltado durante unos 500 metros en llano, pasamos la señalización vertical de la variante Barranc Blanc, y continuamos hasta cruzar un puente que cruza el río Vernisa, dejamos el camino asfaltado por la derecha (señalización vertical) cruzando por un meandro del mismo río y que por un camino estrecho nos lleva al Acueducto, desde aquí el camino se convierte en senda (antiguo camino de herradura) y asciende por dentro del Barranco de Atanassi en ascenso moderado, a unos 900 metros encontramos una bifurcación con señalización vertical, por la derecha, esta es la conexión con  la variante del Barranc Blanc (Castillo Borró – Font del Castell). La ignoramos para continuar por la de la izquierda y en pocos metros encontramos la Font de Galeries con su pequeña cueva con una pequeña estalactita y al lado un poco más adelante un chorro de agua. Seguimos por la senda del barranco para dejarlo en una bifurcación por la izquierda, saliendose en este punto, la senda, del barranco a buscar la divisoria entre este barranco y el de la Figuera. Ahora en pleno ascenso de la vertiente encontramos las ruinas de un antiguo horno de cal y más arriba ya en la divisoria el Penyal l'Esclusa.
A partir de aquí la senda cambia a dirección Norte-Noroeste con un firme de lapiaz cárstico que dificulta la progresión y que nos acompañara prácticamente todo el recorrido. Primero en ligero ascenso y luego un fuerte ascenso llegamos al cruce del Picaio, si continuamos por una bifurcación a la izquierda durante 200 metros llegaremos al Alto del Picaio donde tendremos una excelente vista. Continuamos por la divisoria en ascenso suave hasta un collado desde donde podemos ver el Alt de les Aguiles (señalización vertical) Coll del Alt de les Aguiles, si queremos subir al Alto debemos continuar en dirección norte unos 400 metros en moderado ascenso.
Desde el Collado la senda empieza su retorno, cambia de dirección al Este y empieza un moderado descenso con algunos resaltes que exigen pericia su descenso, sobre todo por el firme tan afilado que produce la roca tan erosionada, llegamos ya en un pequeño llano a un cruce (señalización vertical) Cruce senda Font Llibrells donde encontraremos una senda que desciende por la izquierda y que si queremos nos llevará a la Fuente Llibrells en 5 minutos, desde este cruce continuamos al frente sin desviarnos por una senda estrecha y bordeada de coscoja, palmito y alguna aliaga, seguimos hasta encontrar una señal que informa de una sima-cova, Ahora el descenso  mezcla falsos llanos con descensos vertiginosos y conduce a una senda de mejor firme (200 metros de altitud) donde aparece un frondoso bosque de pinos y algarrobos en abandonados abancalamientos de piedra, poco a poco llegamos a un camino que nos deja entre dos casas de campo en el camino asfaltado de las Escoles y que tomamos en descenso por la derecha, cruzamos el río por la misma carretera que llevábamos y entramos en el pueblo, desde aquí solo tenemos que ir hasta donde hayamos aparcado el coche en Rotova. La altitud máxima de esta ruta es de 600 m s. n. m. y su dificultad está calificada como media; tardándose en realizarla unas 5 horas aproximadamente.

## Características
- Recorrido: 12,4 km
- Tiempo: 5,35 h
- Dificultad: media
- Altitud máxima: 600 m s. n. m.
- Tipo: circular

## Itinerario
- Rótova
- Acueducto gótico del acueducto de San Jerónimo de Cotalba
- Fuente Galerías
- Horno de cal
- Peñal de la Esclusa
- El Picayo
- Alto del Águila
- Fuente Barreño
- La Coveta
- Rótova

La ruta posee una variante desde Fuente Galerías al Castillo y Fuente de Borró a Rótova (1 hora).

## Lugares de interés
- Centros históricos de Rótova y Alfahuir
- Monasterio de San Jerónimo de Cotalba
- Castillo de Borró
- Cueva del Barranc Blanc
- Palacio de los Condes de Rótova
- Río Vernisa, acueductos y construcciones de la ribera
- Alto del Águila
- Valle de la Marchuquera y vistas de La Safor
- Sierras de Falconera y de Ador

## Señalización
Todo el recorrido está señalizado con las dos líneas horizontales blanco y amarillo típicas del pequeño Recorrido.

## Instalaciones recreativas
Refugios
- Refugio Casa dels Garcies (Centre Excursioniste de Ròtova)

Áreas recreativas
- La Font del Llop (Terrateig)

## Información
- Oficina de Turismo de Rótova
- Información Turística de Gandía